# Claude Benoît Duhamel de Querlonde
Claude Benoît Duhamel de Querlonde (11. dubna 1721, Toul – 18. února 1808, Vídeň) byl francouzský vojenský inženýr a habsburský polní podmaršálek.

## Život
Narodil se v lotrinském pevnostním městě Toul, kde jeho otec Jean-Pierre, po němž převzal řemeslo, působil jako vojenský inženýr. Claude Benoît podléhající v rámci francouzského inženýrského sboru svému otci dosáhl roku 1743 hodnosti poručíka. Dva roky na to se oženil s o devět let starší Elisabetou de Spinette.
Během Sedmileté války se Querlonde připojil k nizozemskému a říšskému tažení. Prokázanými odbornými znalostmi i osobní statečností si v roce 1760 vysloužil rytířský kříž řádu Svatého Ludvíka. Bezprostředně po válce byl pak Querlonde povýšen do hodnosti kapitána a jmenován vrchním inženýrem.
Přestože není známo nic o úrovni jeho odborného vzdělání, soudě podle Querlondových pozdějších návrhů pevnostního města Plesu byl obeznámen s nejnovějšími teoretickými poznatky Louise de Cormontaigne a vojenské inženýrské školy v Mézières.
V rámci vojenské odborné pomoci Francouzského království Habsburské říši byl roku 1764 Querlonde, už v hodnosti majora, vyslán do Čech. Zapojil se do odborné diskuze o umístění nové pevnosti v Severovýchodních Čechách, jež měla blokovat přístup do vnitrozemí z pruského Kladska a Slezska. Querlonde spolu se svými francouzskými kolegy prosazoval strategicky výhodnou lokalitu vesnice Ples při soutoku Labe a Metuje. Spoluvladař Marie Terezie Josef II. se však v roce 1765 spolu se strýcem, tehdejším generálním ženijním ředitelem Karlem Alexandrem Lotrinským, přiklonili k ekonomičtější variantě modernizace pevnosti Hradec Králové, jíž upřednostňovali rakouští inženýři, což schválila i sama císařovna.
V 2. polovině 60. let 18. století se Querlonde rozhodl natrvalo přesídlit do podunajské monarchie. Jeho žádosti o vystoupení z francouzské královské armády Ludvík XV. vyhověl 27. února 1768. Poté se Querlonde podílel na opevňovacích pracích v sedmihradském Aradu a srbském Petrovaradínu. Roku 1777 se mu v Anvers narodil syn Antoine, který se později vydal v otcových šlépějích. Téhož roku Claude Benoit povýšil 21. listopadu na generálmajora.
V odezvě na Válku o bavorské dědictví odbývající se převážně v severovýchodních Čechách opět vyvstala potřeba posílit obranu Čech novými pevnostmi. Querlondův plán č. 11 se stal základem návrhu budoucí pevnosti Ples. S Querlondem byl rovněž konzultován projekt terezínského pevnostního města. Navzdory počátečním kompetenčním sporům byl Querlonde pověřen řízením stavby plesské pevnosti. Na staveniště dorazil i se svojí rodinou na jaře roku 1780. Působil zde až do roku 1783. Po Querlondovi převzal řízení stavby pevnostního města Franz von Lauer, který Querlondovy původní návrhy částečně upravil.
Roku 1789 byl Querlonde povýšen do hodnosti polního podmaršálka a v roce 1791 zařazen mezi nositele Elizabetina řádu, či spíše nadace určené vojenským vysloužilcům. Querlonde však nadále setrvával v činné službě. Například v roce 1795 působil v Lucembursku. Zemřel roku 1808 ve věku 87 let.